# مینگانو (سیچلاید)
مِین گانو گونه ای از سیچلایدهای بومی دریاچه مالاوی است که تنها در اطراف جزیره لیکوما یافت می‌شود. جایی که دارای بسترهای سنگی در اعماق ۵ تا ۱۰ متر (۱۶ تا ۳۳ فوت) میاشد. این گونه می‌تواند تا ۷٫۵ سانتیمتر (۳٫۰ اینچ) رشد کند. مِینگانو جزو ماهی‌های مبونا بوده و اغلب با مبونای آبی خاکستری اشتباه گرفته می‌شود. یکی از مشخصه‌های مهم این گونه این است که ماده‌ها نارنجی نیستند، در حالی که در گونه مبونای آبی خاکستری ماده‌ها به رنگ نارنجی هستند. هر دو جنس نر و ماده این گونه یک رنگ هستند. با این حال، نرها ممکن است رنگ آمیزی شدیدتری داشته باشند، به ویژه در نرهای غالب یا نرهای تحریک شده. یکی دیگر از ویژگی‌های متمایز و کلیدی مِینگانو و مبونای آبی خاکستری فقدان نوارهای عمودی است.